# Horst Jungkurth
Horst Jungkurth (* 24. Januar 1933 in Osnabrück; † 24. Oktober 2022) war Generalleutnant der Luftwaffe der Bundeswehr. Von 1985 bis 1987 war er Stellvertreter des Generalinspekteurs der Bundeswehr und von 1987 bis 1991 Inspekteur der Luftwaffe.

## Militärische Laufbahn
Horst Jungkurth trat 1956 in die Luftwaffe ein und absolvierte bis 1958 seine Ausbildung zum Offizier und Strahlflugzeugführer. Bis 1964 folgten eine Verwendung im Jagdbombergeschwader 31 sowie den Aufklärungsgeschwadern 51 „Immelmann“ und 53. Jungkurth wurde in dieser Zeit bis zum Hauptmann befördert. 1964 wurde er an die Führungsakademie der Bundeswehr abkommandiert. Von 1967 bis 1971 war er Kommandeur Fliegende Gruppe und anschließend stellvertretender Kommodore Leichtes Kampfgeschwader 42. Zum Oberst befördert war er bis 1974 Geschwaderkommodore des Leichten Kampfgeschwader 44. Es folgten leitende Tätigkeiten beim Luftflottenkommando in der Kölner Luftwaffenkaserne Wahn und beim Führungsstab der Luftwaffe in Bonn-Hardtberg. 1977 wurde Jungkurth Brigadegeneral und General Flugsicherheit. Einer Verwendung als Stabsabteilungsleiter im Führungsstab der Luftwaffe folgte das Kommando über die 3. Luftwaffendivision in Kalkar im Dienstgrad eines Generalmajors. Nach seiner Ernennung zum Generalleutnant wurde er Befehlshaber der 4. Allied Tactical Air Force (4. ATAF) im Hauptquartier der NATO-Luftstreitkräfte für Mitteleuropa.
1985 wurde Jungkurth Stellvertreter des Generalinspekteurs der Bundeswehr Wolfgang Altenburg.
Vom 1. Oktober 1987 bis 31. März 1991 war Generalleutnant Horst Jungkurth der achte Inspekteur der Luftwaffe.
Jungkurth war verheiratet und hatte drei Kinder. Er wohnte zuletzt in Bad Honnef und wurde auf dem Waldfriedhof im Stadtteil Rhöndorf beigesetzt.

## Ehrungen
- 1985: Verdienstkreuz 1. Klasse der Bundesrepublik Deutschland
- 1990: Großes Verdienstkreuz der Bundesrepublik Deutschland